# Веллани, Иман
Има́н Велла́ни (англ. Iman Vellani, /ɪˈmɑːn vəˈlɑːni/; род. 12 августа 2002, Йорк, Онтарио, Канада) — канадская актриса

 из Маркхэма, Онтарио. В сентябре 2020 года Веллани получила роль главной героини Камалы Хан в сериале для сервиса Disney+ «Мисс Марвел» (2022), происходящем в «Кинематографической вселенной Marvel», что ознаменовало её дебют на экране. Веллани повторила эту роль в фильме «Капитан Марвел 2» (2023), происходящем в той же медиафраншизе.

## Биография
Иман Веллани родилась в семье иммигрантов-исмаилитов-мусульман из Пакистана. Веллани окончила среднюю школу Юнионвилля в региональном муниципалитете Йорка, а затем была выбрана членом комитета TIFF Next Wave на Международном кинофестивале в Торонто в 2019 году.
В сентябре 2020 года Веллани получила роль супергероя Камалы Хан компании Marvel Comics, которую сыграла в мини-сериале «Мисс Марвел» (2022), происходящем в медиафраншизе «Кинематографическая вселенная Marvel», а также в фильме «Капитан Марвел 2» (2023) от той же медиафраншизы.

## Фильмография
Кино
| Год  | Название                 | Роль                     | Комментарии                     |
| ---- | ------------------------ | ------------------------ | ------------------------------- |
| 2020 | PUSH                     | N/A                      | Режиссёр Короткометражный фильм |
| 2020 | Requiem for a Pandemic   | N/A                      | Режиссёр Короткометражный фильм |
| 2021 | I don’t wanna b alone: ( | Сама себя                | Режиссёр Короткометражный фильм |
| 2023 | Капитан Марвел 2         | Камала Хан / Мисс Марвел | Главная роль                    |
| 2025 | Скотный двор             | Пафф / Тэмми             | Озвучка                         |

Телевидение
| Год  | Название     | Роль                     | Комментарии             |
| ---- | ------------ | ------------------------ | ----------------------- |
| 2022 | Мисс Марвел  | Камала Хан / Мисс Марвел | Мини-сериал             |
| 2025 | Зомби Marvel | Камала Хан / Мисс Марвел | Озвучка, в производстве |